# Kósuke Nakamura
Kósuke Nakamura (* 27. únor 1995) je japonský fotbalista.

## Klubová kariéra
Hrával za Kashiwa Reysol, Avispa Fukuoka.

## Reprezentační kariéra
Kósuke Nakamura odehrál za japonský národní tým v roce 2017 celkem 2 reprezentační utkání.

## Statistiky
| Japonsko | Japonsko | Japonsko |
| Roky     | Záp.     | Góly     |
| -------- | -------- | -------- |
| 2017     | 2        | 0        |
| 2018     | 2        | 0        |
| 2019     | 2        | 0        |
| Celkem   | 6        | 0        |